# Азбестоцементні вироби
Азбестоцеме́нтні ви́роби — будівельні вироби, що виготовляються з суміші портландцементу, азбестового волокна і води. Співвідношення між азбестом і цементом у вазі 1:4. Після затужавіння утворюється штучний камінь сірого кольору.

## Характеристики
Об'ємна вага 1,6–2,1 т/м³, границя міцності при згині 100–250 кг/см², при стисненні 600–1 000 кг/см².
Азбестоцементні вироби відзначаються довговічністю, водонепроникністю, стійкістю до лугів, теплотривкістю.

## Види

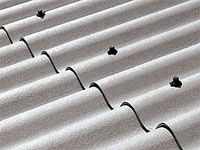

- Азбестовий шифер
- Азбестовий папір
- Азбестовий картон
- Азботекстоліт
- Азбестова тканина
- Азбестовий шнур